# آيشتال
آيشتال (بالألمانية: Aichtal) هي مدينة وبلدة ألمانية تقع في ألمانيا في بادن-فورتمبيرغ. يقدر عدد سكانها بـ 9,859 نسمة .

## المدن التوأمة
مدن Sümeg ولينييه-أون-بارويس هي مدن توأمة لـآيشتال.